# Занкино
Занкино — село в Ступинском районе Московской области в составе Аксиньинского сельского поселения (до 2006 года — Аксиньинский сельский округ). В Занкино на 2020 год 4 улицы — Ганшинская, Полевая, 2-я Полевая и 3-я Полевая.
Занкино расположено в центральной части района, на берегу пруда у истоков безымянной речки — правого притока реки Северка, высота центра села над уровнем моря — 159 м. Ближайшие населённые пункты: около 1,3 км на юго-восток Аксиньино и, примерно в 700 м на север — Старое.

## Население
| 2002 | 2006 | 2010 |
| ---- | ---- | ---- |
| 16   | ↘14  | ↘13  |